# Mali vasúti közlekedése
Mali területén csak egy vasútvonal halad át, mely a Dakar-Niger-vasútvonal (mely a Niger folyóról, nem pedig a Niger nevű országról kapta a nevét) része. Az 1000 mm-es nyomtávolságú, nem villamosított vonal 593 km hosszú része esik Mali területére. A vasútvonal normál nyomtávolságúra átépítése tervezés alatt áll.

## Vasúti kapcsolata más országokkal
- Algéria – nincs – eltérő nyomtávolság 1000 mm / 1435 mm
- Niger – nincs vasút
- Burkina Faso – nincs – azonos nyomtávolság: 1000 mm
- Elefántcsontpart - nincs - azonos nyomtávolság 1000 mm
- Guinea – nincs – azonos nyomtávolság: 1000 mm vagy 1435 mm
- Szenegál – igen – azonos nyomtávolság: 1000 mm
- Mauritánia – nincs – eltérő nyomtávolság 1000 mm / 1435 mm